# Політична боротьба
Політична боротьба — одна з форм політичних відносин. Проявом політичної боротьби є зіткнення політичних інтересів різних суб'єктів політики, у зв'язку з прагненням кожної зі сторін досягти певної політичної мети.

## Форми і методи політичної боротьби
Форми і методи політичної боротьби різняться залежно від конкретної політичної ситуації, наявності і співвідношення об'єктивних  та суб'єктивних факторів.

### В умовах гострих кризових ситуацій
- збройне повстання,
- громадянська війна,
- військовий заколот.

### В умовах відносно стабільної політичної ситуації
- міжпартійна боротьба у виборчих кампаніях,
- внутрішньопартійна боротьба різних фракцій,
- міжфракційна боротьба в парламенті,
- страйки і голодування та ін.